# Michaił Winawer
Michaił Lwowicz Winawer, ros. Михаил Львович Винавер (ur. 1880 w Warszawie, zm. 29 września 1942 w ZSRR) – rosyjski prawnik, lewicowy działacz polityczny, radziecki działacz humanitarny
Był z pochodzenia Żydem. W 1898 r. wstąpił do Bundu. Potem przeszedł do mienszewików. Ukończył studia techniczne. Po 1917 r. zrezygnował z działalności politycznej. W 1918 r. został zastępcą Jekatieriny P. Pieszkowej w Politycznym Czerwonym Krzyżu i Biurze Pełnomocnika Polskiego Czerwonego Krzyża. Specjalizował się w pomocy prawnej. 31 marca 1919 r. w Moskwie został aresztowany przez CzeKa, ale wkrótce wyszedł na wolność. To samo miało miejsce w 1921. W 1937 r. aresztowało go NKWD. Po procesie został skazany na karę 10 lat łagrów. Na pocz. 1942 r. wypuszczono go na wolność w wyniku amnestii dla byłych obywateli Polski. Zmarł 29 września tego roku podczas ewakuacji Armii Polskiej gen. Władysława Andersa do Iranu.